# Epicauta leucocoma
Epicauta leucocoma är en skalbaggsart som beskrevs av Champion 1892. Epicauta leucocoma ingår i släktet Epicauta och familjen oljebaggar. Inga underarter finns listade i Catalogue of Life.